# Corbul (film din 2012)
Corbul este un film thriller din 2012 regizat de James McTeigue (care a mai regizat „V for Vendetta” în 2006 sau „Ninja Assassin” în 2009). Scenariul este scris de Ben Livingston și Hannah Shakespeare. În rolurile principale joacă actorii John Cusack, Alice Eve și Luca Evans. A fost lansat la 9 martie 2012 în Regatul Unit și Republica Irlanda și în Statele Unite și Canada pe 27 aprilie 2012.
Stabilit în 1849, filmul prezintă ultimele zile ale vieții lui Edgar Allan Poe, în care autorul american urmărește un criminal în serie ale cărui crime sunt inspirate de povestirile lui Poe. Denumirea provine de la poemul lui Poe, „Corbul”.

## Distribuție
- John Cusack ca Edgar Allan Poe
- Luke Evans ca Inspector Emmett Fields
- Alice Eve ca Emily Hamilton
- Brendan Gleeson ca Cpt. Charles Hamilton
- Oliver Jackson-Cohen ca PC John Cantrell
- Jimmy Yuill ca Cpt. Eldridge
- Kevin McNally ca Henry Maddux
- Sam Hazeldine ca Ivan Reynolds
- Pam Ferris ca Mrs. Bradley
- John Warnaby ca Ludwig Griswold, bazat pe Rufus Wilmot Griswold
- Brendan Coyle ca Reagan